# Salomé Barojas
Salomé Barojas Romero (16 de junio de 1957, Córdoba, Veracruz ) es un beisbolista mexicano que dedicó 45 años al béisbol profesional, como lanzador derecho que jugó de 1982 a 1988 en Grandes Ligas de Béisbol, en las Ligas de invierno Mexicana del Pacífico, Liga Mexicana de béisbol, y como coach en diversos equipos y ligas como la Liga Norte de Sonora  la Liga Chihuahuense de Beisbol por lo que fue introducido al Salón de la Fama del Béisbol Mexicano en 2002.

## Liga Mexicana de Verano
Participó en 17 temporadas en la Liga Mexicana de Verano en 1975, donde logró 115 triunfos por 58 derrotas para un.665, de porcentaje, el segundo lugar más alta en la historia de la liga. 
Salomé se inició en el beisbol con Cafeteros de Córdoba, donde estuvo por 4 años consecutivos. Luego estuvo 2 años con Broncos de Reynosa y luego 11 con Diablos rojos del México. 
Sus mejores campañas fueron las de 1978, 81, 87, 88 y 91. En el 78 estuvo con 8-3 y 2.45 de efectividad jugando con Córdoba. En el 81 terminó con 12.03 y 3.03 en el 87 a 13.04 y 3.10 en el 88 a 14.04 y 3.14 y 91 con 10-1 y 2.44, todos esos años en México. Lanzó 543 juegos, abrió 85 y terminó 30. El veracruzano fue un gran relevo porque logró 152 rescates. Lanzó 1,406 entradas con un tercio, ponchó a 773 enemigos y dio 648 bases por bolas. En 1981 compartió el liderato con récord de ganados y perdidos de 12-3 (.800) siendo parte de los Diablos Rojos. En el '91 lideró ganados y perdidos con 10-1 (.909) jugando con Diablos Rojos del México.

## Grandes Ligas
Jugó 5 años en las ligas mayores, para tres equipos, que fueron Dos años y medio para Medias Blancas de Chicago (1982-1984), un año y medio con los Marineros de Seattle (1984-1985) y el otro con los Filis de Filadelfia (1988). 
Inició con los White Sox de Chicago  el 11 de abril de 1982, hasta 26 de septiembre de 1988, para 18-21, en 179 juegos, para un 3.95 y 177 ponches. Barojas estuvo y fue parte del equipo de 1983 que ganó la división Oeste de la Liga Americana, el primer equipo de los White Sox en llegar a la postemporada desde 1959. 
Barojas, jugó en ese equipo junto con los mexicanos Aurelio Rodríguez y Ernesto Escárrega. El 12 al 18 de abril ganó 4 salvados al hilo por lo que fue nombrado jugador de la semana y felicitado por Tony Larussa mánager del equipo, y nombrado el mejor relevista del año en el club. Ese mismo acto lo repitió del 14 al 18 de julio de 1988, con los Diablos Rojos del México donde impuso ese récord al salvar cuatro encuentros e la serie ante los Olmecas de Tabasco. 

## Liga Mexicana del Pacífico
En el Liga del Pacífico Mexicano estuvo 12 temporadas, donde ganó 51 juegos y perdió 39. En 1989-1990 con Mazatlán fue líder en salvamentos con 17. Es cuarto en salvamentos con 53. Está ubicado en el lugar 14 en efectividad de todos los tiempos con 2.68. También jugó con Tomateros de Culiacán (1978-1989).
En 1993 se retiró como jugador, para convertirse en coach de picheo y manejador en equipos como como Diablos Rojos, Guerreros de Oaxaca, Águila de Veracruz, Petroleros de Poza Rica, Cafeteros de Córdoba, Vaqueros de La Laguna y Pericos de Puebla, así como en la Liga Norte de Sonora, Liga de Chihuahua y Liga Veracruzana. En 2024, sigue promoviendo el béisbol en su natal Córdoba Veracruz,  

## Reconocimientos
Conquistó siete títulos en la LMB con los Diablos Rojos y dos en la LMP con Venados y Tomateros (81-82).
Fue retirado su numero del equipo de Diablos Rojos como reconocimiento a su valiosa aportación al club.
En 1982-83, fue el jugador más valioso de la LMP. En la temporada 89-90 fue líder en salvamentos. Fe incluido en el listado de los 75 más famosos en la LMP.
Fue incorporado al Salón de la Fama del Béisbol Mexicano el año 2002.
Un campo de béisbol de Córdoba, Veracruz lleva su nombre, por ser mejor beisbolista cordobés que ha dado esa ciudad.